# Musine Kokalari
Musine Kokalari, född den 10 februari 1917 i Adana, Turkiet, död den 14 augusti 1983 i Rrëshen, Albanien,  var en albansk prosaförfattare och politiker.
Kokalari var den första kvinnliga författaren som publicerades i Albanien.